# Paranthropus aethiopicus
Paranthropus aethiopicus este o specie extinctă de australopitecine care a trăit din Pliocenul târziu până în Pleistocenul timpuriu în Africa de Est în urmă cu aproximativ 2,7-2,3 milioane de ani. Se discută mult dacă Paranthropus este sau nu o grupare invalidă și este sinonim cu Australopithecus, astfel încât specia este adesea clasificată ca Australopithecus aethiopicus. Se consideră că a fost strămoșul mult mai robustului P. boisei și are un amestec îndoielnic de trăsături primitive și avansate. Volumul creierului este foarte redus, de 410 cm3 și segmentele craniului, cu precădere cele posterioare, sunt primitive, asemănătoare cu cele ale speciei P. afarensis. Alte caracteristici, precum masivitatea feței, a musculaturii acesteia și a singurului dinte găsit, precum și cea mai mare creastă sagitală (creasta sagitală e o formațiune osoasă pe creștet, pe care se inserează mușchii masticației) întâlnită până acum la hominide, sunt mai degrabă, reminiscențe ale speciei Paranthropus boisei.